# Cladonia lopezii
Cladonia lopezii S. Stenroos (1989), è una specie di lichene appartenente al genere Cladonia,  dell'ordine Lecanorales.
Il nome proprio deriva dal lichenologo venezuelano Manuel López-Figueiras (1915 - vivente).

## Caratteristiche fisiche
Gli apoteci sono di colore rosso; i podezi hanno forme molto irregolari; la cortex delle squamule di questa specie è composta da strati dalla lunghezza complessiva fino ad un terzo dello spessore totale.
Il fotobionte è principalmente un'alga verde delle Trentepohlia.
All'esame cromatografico sono state rilevate tracce consistenti di acido didimico.

## Località di ritrovamento
La specie è stata rinvenuta nelle seguenti località:
- Bolivia
- Brasile (Minas Gerais);
- Colombia

## Tassonomia
Questa specie appartiene alla sezione Cocciferae;da alcuni autori viene considerata una forma di C. miniata e solo recenti studi l'hanno fatta assurgere al rango di specie a sé; nell'ambito delle Cocciferae alcuni lichenologi inseriscono la C. lopezii in un gruppo, Miniatae, con caratteristiche precipue comuni anche alle seguenti specie: C. ahtii, C. anaemica, C. hypomelaena, C. miniata, C. parvipes, C. salmonea e C. secundana.
A tutto il 2008 non sono state identificate forme, sottospecie e varietà.